# アンドレイ・クズネツォフ
アンドレイ・アレクサンドロヴィチ・クズネツォフ（Andrey Kuznetsov, ロシア語: Андре́й Алекса́ндрович Кузнецо́в 1991年2月22日 - ）はロシア・トゥーラ出身の男子プロテニス選手。ATPランキング自己最高位はシングルス39位、ダブルス137位。ATPツアーでの優勝はまだない。身長185cm。右利き、バックハンド・ストロークは両手打ち。

## 選手経歴

### ジュニア時代
ジュニア時代には2009年ウィンブルドン選手権のジュニア男子シングルス部門でも優勝がある。

### 2010年 グランドスラム初出場
2010年ウィンブルドン選手権でグランドスラム初出場を果たす。

### 2013年 グランドスラム初出場
2013年全豪オープンでは1回戦で第11シードのフアン・モナコに7-6(3), 6-1, 6-1で勝利し、グランドスラム初勝利を果たす。

### 2014年 グランドスラム3回戦進出
2014年ウィンブルドン選手権では2回戦で世界ランク7位のダビド・フェレールに6-7(5), 6-0, 3-6, 6-3, 6-2で破り、グランドスラム3回戦に初めて進出した。

### 2016年 グランドスラム4回戦進出
2016年全豪オープンでは4回戦に進出。4回戦でガエル・モンフィスに敗れた。3月のマイアミ・オープンでは2回戦で世界ランク4位のスタン・ワウリンカを4-6, 3-6で破るなど、4回戦まで進出した。

### 2017年 ツアーダブルス準優勝
2017年ソフィア・オープンダブルスではミハイル・エルギンと組んでツアーで初めて決勝に進出するも、ビクトル・トロイツキ/ネナド・ジモニッチ組に敗れ準優勝。

## ATPツアー決勝進出結果

### ダブルス: 1回 (0勝1敗)
| 結果   | No. | 決勝日        | 大会     | サーフェス | パートナー         | 対戦相手                                | スコア   |
| ------ | --- | ------------- | -------- | ---------- | ------------------ | --------------------------------------- | -------- |
| 準優勝 | 1.  | 2017年2月12日 | ソフィア | ハード     | ミハイル・エルギン | ビクトル・トロイツキ ネナド・ジモニッチ | 4-6, 4-6 |

## シングルス成績
略語の説明
| W | F | SF | QF | #R | RR | Q# | LQ | A | Z# | PO | G | S | B | NMS | P | NH |

W=優勝, F=準優勝, SF=ベスト4, QF=ベスト8, #R=#回戦敗退, RR=ラウンドロビン敗退, Q#=予選#回戦敗退, LQ=予選敗退, A=大会不参加, Z#=デビスカップ/BJKカップ地域ゾーン, PO=デビスカップ/BJKカッププレーオフ, G=オリンピック金メダル, S=オリンピック銀メダル, B=オリンピック銅メダル, NMS=マスターズシリーズから降格, P=開催延期, NH=開催なし.
| 大会           | 2010 | 2011 | 2012 | 2013 | 2014 | 2015 | 2016 | 2017 | 2018 | 通算成績 |
| -------------- | ---- | ---- | ---- | ---- | ---- | ---- | ---- | ---- | ---- | -------- |
| 全豪オープン   | A    | LQ   | A    | 2R   | A    | 2R   | 4R   | 1R   | A    | 5–4      |
| 全仏オープン   | A    | LQ   | 1R   | 1R   | LQ   | 3R   | 2R   | 1R   | A    | 3–5      |
| ウィンブルドン | 1R   | LQ   | 1R   | 2R   | 3R   | LQ   | 3R   | 1R   | A    | 5–6      |
| 全米オープン   | A    | A    | A    | 1R   | 3R   | A    | 3R   | 1R   | A    | 4–4      |

### 大会最高成績
| 大会                 | 成績 | 年        |
| -------------------- | ---- | --------- |
| ATPファイナルズ      | A    | 出場なし  |
| インディアンウェルズ | 3R   | 2016      |
| マイアミ             | 4R   | 2016      |
| モンテカルロ         | 1R   | 2015-2017 |
| マドリード           | 2R   | 2016      |
| ローマ               | 2R   | 2013      |
| カナダ               | 1R   | 2016      |
| シンシナティ         | A    | 出場なし  |
| 上海                 | 1R   | 2015      |
| パリ                 | Q1   | 2012      |
| オリンピック         | 1R   | 2016      |
| デビスカップ         | 1R   | 2017      |
| ATPカップ            | A    | 出場なし  |